# Emil Bitzel
Emil Heinrich Philipp Bitzel (* 2. Januar 1857 in Karlsruhe; † 15. Dezember 1940 in Mosbach) war ein badischer Kommunalpolitiker.

## Leben
Bitzels Vater war Registrator. Bitzel studierte Jura und absolvierte von 1884 bis 1888 das Referendariat. Anschließend war er Sekretär beim Oberschulrat in Karlsruhe. Von 1889 bis 1891 war er Amtmann im Bezirksamt Tauberbischofsheim, 1881 wechselte er ans Bezirksamt Ettenheim, wo er Oberamtmann wurde und zum Amtsvorstand aufstieg. In den folgenden Jahren war Bitzel dann Amtsvorstand an den Bezirksämtern in Neustadt, Villingen und Tauberbischofsheim. 1905 wurde er zum Geheimen Regierungsrat ernannt. Seine Versetzung an das Bezirksamt Durlach wurde durch den Ausbruch des Ersten Weltkriegs 1914 außer Vollzug gesetzt. 1918 wurde er dann zum Amtsvorstand im Bezirksamt Mosbach ernannt, 1922 ging er in den Ruhestand.

## Auszeichnungen
- 1899: Ritterkreuz 1. Klasse Orden vom Zähringer Löwen
- 1912: Ritterkreuz 1. Klasse mit Eichenlaub Orden vom Zähringer Löwen
- Badische Jubiläumsmedaille
- Preußischer Kronenorden 3. Kl.
- 1912: Friedrich Luisen-Medaille
- 1918: Preußisches Kriegsverdienstkreuz für Kriegshilfe